# Soudné sestry
Soudné sestry (anglicky Wyrd Sisters) je humoristická fantasy kniha Terryho Pratchetta, šestá ze série Zeměplocha. Podle knihy byla Stephenem Briggsem sepsána i stejnojmenná divadelní hra, uvedená například v Divadle v Dlouhé.

## Obsah
Příběh, ne nepodobný Macbethovi a Hamletovi, se točí okolo tří čarodějek: Bábi Zlopočasné, Stařenky Oggové, stařešiny rozsáhlého klanu Oggů a majitelky nejhorší kočky na světě (Silvera, kocour Silver je odkazem na kapitána Silvera z Ostrova pokladů), a Magráty Česnekové, věřící v nefunkční okultní předměty, Magráta je nejmladší čarodějkou a zamiluje se do královského šaška.

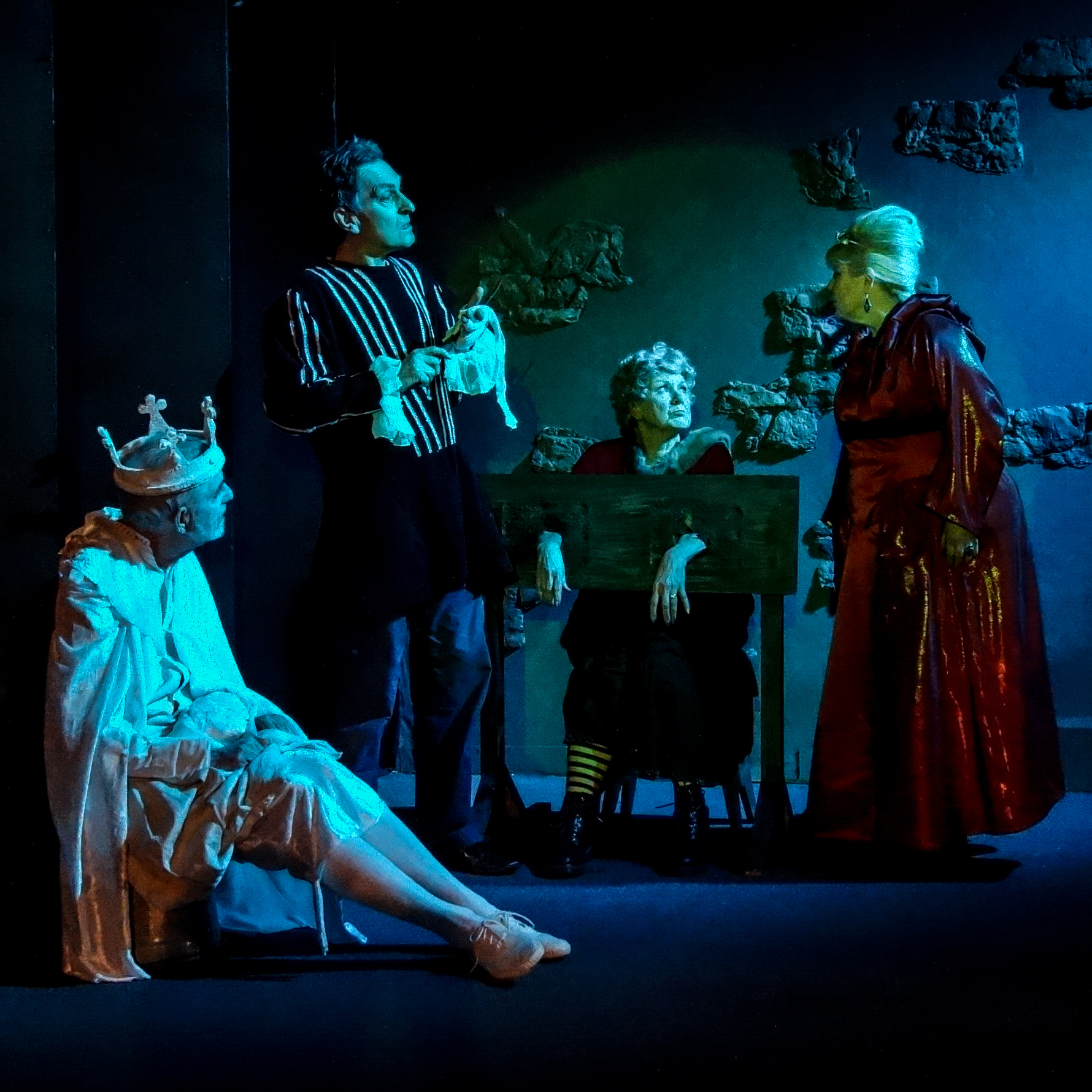
Moment z divadelního představení

Z krále Lancre Verence se stane duch, poté, co ho zavraždí jeho bratranec Lord Felmet. Jenže Felmetova krutovláda se třem místním čarodějkám nelíbí a znovu se snaží dostat na trůn pravého krále, Verencova syna Tomjana. (Toho po vraždě Verence ukryjí v kočovné divadelní společnosti trpaslíka Mášrechta a Vínozpěva i s královskou korunou.) Protože ale neví, jak by se zbavily vévody Felmeta a jeho manželky, posunou čas, po vzoru legendární Černé Alissy, v Lancre o patnáct let dopředu (neboli „uspí“ království, jako v Šípkové růžence), aby mohl mladý Tomjan vznést požadavky na trůn.
Kočovná divadelní společnost, i s Tomjanem, přijíždí na Lancre a zahrají hru, jež rekonstruuje Felmetovy činy. Situace se vyhrotí, vévoda Felmet umírá a stává se z něj duch, Vévodkyně je zatčena a rozumný a skromný Tomjan se stává králem, avšak svou roli nakonec odmítá a králem se stává šašek Verence. Na závěr Stařenka Oggová Magrátě přiznává, že Verence ve skutečnosti není králův syn (královnin ano), ale bude jistě moudrým králem.